# Јунион Хол (Вирџинија)
Јунион Хол (енгл. Union Hall) насељено је место без административног статуса у америчкој савезној држави Вирџинија.

## Демографија
По попису из 2010. године број становника је 1.138, што је 181 (18,9%) становника више него 2000. године.
| Група             | 2000.       | 2010.         |
| Белци             | 910 (95,1%) | 1.057 (92,9%) |
| Афроамериканци    | 36 (3,8%)   | 36 (3,2%)     |
| Азијати           | 0 (0,0%)    | 8 (0,7%)      |
| Хиспаноамериканци | 8 (0,8%)    | 26 (2,3%)     |
| Укупно            | 957         | 1.138         |